# Arthur Witty
Arthur Witty Cotton (ur. 1878 w Barcelonie, zm. 1969) – znany również jako Don Arturo, angielski piłkarz, a następnie, w latach 1903–1904 prezes hiszpańskiego klubu piłkarskiego FC Barcelona. Jego poprzednikiem był Pau Haas, a następcą Josep Soler.